# ルイス・アンド・クラーク (原子力潜水艦)
|          |                                            |
| 艦歴     |                                            |
| 発注:    | 1962年11月1日                              |
| 起工:    | 1963年7月29日                              |
| 進水:    | 1964年11月21日                             |
| 就役:    | 1965年12月22日                             |
| 退役:    | 1992年6月27日                              |
| その後:  | 原子力艦再利用プログラム                   |
| 除籍:    | 1992年8月1日                               |
| 性能諸元 |                                            |
| 排水量:  | 水上 7,320トン 水中 8,250トン              |
| 全長:    | 425 ft                                     |
| 全幅:    | 33 ft                                      |
| 吃水:    | 33 ft                                      |
| 機関:    | S5W型原子炉                                |
| 最大速:  |                                            |
| 兵員:    | 各班士官14名、兵員126名                    |
| 兵装:    | ミサイル発射管16門、 21インチ魚雷発射管4門 |

ルイス・アンド・クラーク(USS Lewis and Clark, SSBN-644)は、アメリカ海軍の原子力潜水艦。ベンジャミン・フランクリン級原子力潜水艦の5番艦。艦名はルイス・クラーク探検隊を率いたメリウェザー・ルイスとウィリアム・クラークに因む。なお、退役から14年後にルイス・アンド・クラーク級貨物弾薬補給艦1番艦として2代目ルイス・アンド・クラーク(T-AKE-1)が就役している。

## 艦歴
ルイス・アンド・クラークの建造は1962年11月1日にバージニア州ニューポート・ニューズのニューポート・ニューズ造船所に発注され、1963年7月29日に起工した。1964年8月22日にM・F・イングマン夫人およびM・G・セール夫人によって進水し、1965年12月22日にブルー班艦長ジョン・F・ファーガン・ジュニア中佐およびゴールド班艦長ケネス・A・ポーター中佐の指揮下就役した。
1972年7月21日にルイス・アンド・クラークはポラリスミサイルに代えてポセイドンC3ミサイル運用のための改修が完了した。12月18日にゴールド班乗組員は示威整調活動においてポセイドンミサイルの発射に成功した。
1973年4月8日、ルイス・アンド・クラークは改修後初の展開を行う。
1981年6月19日に運用試験において4発のポセイドンミサイルの発射に成功した。7月23日にニューポート・ニューズ造船所でオーバーホールに入る。
ルイス・アンド・クラークは1985年6月13日にも運用試験で4発のポセイドンミサイルの発射に成功した。
ルイス・アンド・クラークは1991年10月1日に不活性化され、1992年6月27日に退役、8月1日に除籍された。1995年10月1日にワシントン州ブレマートンで原子力艦再利用プログラムに基づき解体が開始され、1996年9月23日に作業は完了した。
ルイス・アンド・クラークのセイル、横舵および縦舵はサウスカロライナ州チャールストンのペイトリオッツ・ポイント海軍海事博物館で、冷戦時の潜水艦乗組員の記念碑として展示された。ルイス・アンド・クラークの艦名は、その後、補給艦ルイス・アンド・クラーク (USNS Lewis and Clark, T-AKE-1) に継承された。